# Blestemul 3: Cheia misterului
Blestemul 3: Cheia misterului (în engleză The Grudge 3) este un film de groază regizat de Toby Wilkins[*] după un scenariu de Brad Keene. Este o continuare a filmului din 2006, The Grudge 2: Capcana regizat de Takashi Shimizu. În rolurile principale au interpretat actorii și Johanna Braddy și Shawnee Smith.
A fost produs de studiourile Ghost House Pictures și a avut premiera la 12 mai 2009, fiind distribuit de Stage 6 Films[*]. Coloana sonoră a fost compusă de Christopher Young[*]. 

## Distribuție
Au interpretat actorii:

Johanna Braddy[*]
Shawnee Smith
Matthew Knight
Beau Mirchoff[*]
Marina Sirtis[*]
Gil McKinney[*]
Emi Ikehata[*]  